# باتريك لوري
باتريك لوري (بالإنجليزية: Patrick Lowry)‏ هو عداء سريع أيرلندي، ولد في 19 ديسمبر 1936، وتوفي في 18 سبتمبر 2014.

## وصلات خارجية
- باتريك لوري على موقع أوليمبيديا (الإنجليزية)